# Uncle Kracker
Kracker, eller Uncle Kracker, alias Matthew Shafer, (født 9. november 1974 i Mount Clemens i Michigan) er en amerikansk rock-, country- og raprockmusiker. Han er mest kendt for sine hitsingler "Follow Me", "Smile" og "Drift Away". Hans musik var mere rap/rock-baseret i starten af hans karriere, før de drejede i en mere country- og Top 40-stilretning på senere udgivelser.
Fra albummet Double Wide udgav han sangen "Yeah, Yeah, Yeah", der blev lavet som musikvideo til komedie-western-filmen Shanghai Noon i 2000.

## Diskografi
Album
- 2000: Double Wide
- 2002: No Stranger to Shame
- 2004: Seventy-Two and Sunny
- 2009: Happy Hour
- 2012: Midnight Special

Singler
- 2001: Follow Me
- 2001: Yeah, Yeah, Yeah
- 2002: In a Little While
- 2003: Drift Away (featuring Dobie Gray)
- 2003: Memphis Soul Song
- 2004: Rescue
- 2004: Writing It Down
- 2009: Smile